# 漢普頓斯普林斯 (佛羅里達州)
漢普頓斯普林斯（英語：Hampton Springs）是位於美國佛羅里達州泰勒縣的一個非建制地區。該地的面積和人口皆未知。

## 地理
漢普頓斯普林斯的座標為30°05′08″N 83°39′10″W / 30.08556°N 83.65278°W，而該地的平均海拔高度為8米（即26英尺）。